# Автошлях Т 1643
Автошля́х Т 1643 — автомобільний шлях територіального значення в Одеській області. Проходить територією Білгород-Дністровського району від кордону з Молдовою через Фараонівку — Сарату — Дивізію. Загальна довжина — 71,7 км.

## Маршрут
Автошлях проходить через такі населені пункти:
| Автошлях Т 1643              |        |
| Одеська область              |        |
| Білгород-Дністровський район |        |
| кордон з Молдовою            |        |
| Фараонівка                   |        |
| Пшеничне                     |        |
| Благодатне                   |        |
| Надія                        |        |
| Молдове                      |        |
| Негрове                      |        |
| Сарата                       | E87М15 |
| Кулевча                      |        |
| Сергіївка                    |        |
| Дивізія                      | Т 1610 |